# Alieu Joof
Alieu Joof (* 28. Januar 1997) ist ein gambischer Leichtathlet, der sich auf den Sprint spezialisiert hat.

## Sportliche Laufbahn
Erste internationale Erfahrungen sammelte Alieu Joof im Jahr 2013, als er bei den Jugendafrikameisterschaften in Warri im 100-Meter-Lauf im Finale nicht ins Ziel kam und mit der gambischen Sprintstaffel (1000 Meter) in 1:53,35 min die Goldmedaille gewann. Im Jahr darauf gelangte er bei den Olympischen Jugendspielen in Nanjing mit 10,96 s auf Rang drei im B-Finale. 2015 schied er bei den Juniorenafrikameisterschaften in Addis Abeba mit 11,01 s im Halbfinale über 100 Meter aus, belegte mit der 4-mal-100-Meter-Staffel in 42,00 s den sechsten Platz und wurde in 3:20,05 min Vierter in der 4-mal-400-Meter-Staffel. 2017 startete er mit der 4-mal-100-Meter-Staffel bei den Islamic Solidarity Games in Baku und gelangte dort mit 40,20 s auf Rang vier. Im Jahr darauf schied er bei den Afrikameisterschaften in Asaba mit 21,57 s im Halbfinale im 200-Meter-Lauf aus und belegte mit der Staffel in 39,88 s den vierten Platz. 2019 kam er bei den Afrikaspielen in Rabat mit 21,33 s nicht über den Vorlauf über 200 Meter hinaus und wurde mit der 4-mal-100-Meter-Staffel in 39,44 s Vierter. 2022 schied er bei den Afrikameisterschaften in Port Louis mit 21,12 s in der Vorrunde über 200 Meter aus, wie anschließend auch bei den Commonwealth Games in Birmingham mit 21,49 s. Zudem belegte er dort mit der Staffel in 40,18 s den sechsten Platz. Daraufhin gelangte er bei den Islamic Solidarity Games in Konya mit 21,12 m auf den siebten Platz über 200 Meter und belegte im Staffelbewerb in 39,27 s den vierten Platz. 2024 erreichte er bei den Afrikaspielen in Accra das Halbfinale über 100 Meter, ging dort aber nicht mehr an den Start. Im Juni schied er bei den Afrikameisterschaften in Douala mit 10,55 s im Halbfinale über 100 Meter aus und verpasste im Staffelbewerb mit 39,79 s den Finaleinzug.

## Persönliche Bestleistungen
- 100 Meter: 10,29 s (+1,7 m/s), 1. Juli 2023 in Troyes
  - 60 Meter (Halle): 6,84 s, 10. Februar 2024 in Nantes
- 200 Meter: 20,96 s (−0,6 m/s), 7. Juli 2023 in Thonon-les-Bains
- 300 Meter: 33,44 s, 16. Februar 2016 in Port Harcourt (nationale Bestleistung)